# Þorgestur Steinsson
Þorgestur gamli Steinsson (Thorgestur apodado el Viejo, n. 944) fue un vikingo y bóndi de Breiðabólsstaður á Skógarströnd, Snæfellsnes en Islandia. Era hijo del colono noruego Steinn mjögsiglandi Vígbjóðsson. Þorgestur es un personaje de la saga de Grettir, y la saga de Erik el Rojo donde aparece como rival de Erik el Rojo en un grave conflicto donde dos hijos de Þorgestur perdieron la vida. El asunto fue resuelto en el althing de Thorness y Erik fue declarado proscrito.
Según la saga de Erik el Rojo fue un grave contencioso donde poderosos clanes estuvieron implicados a favor de ambos bandos. Erik recibió apoyo de Styr Þorgrímsson, Þorbjörn Vífilsson, los hijos de Þorbrandur Þorfinnsson y Eyjólfur Æsuson de la isla de Svíney, mientras que Þorgestur estuvo respaldado por Thorgeir Thorhallsson de Hitardal, Áslákur Þorbergsson y su hijo Illugi Ásláksson y los hijos de Þórðr Óleifsson.

## Herencia
Se casó con Arnóra Þórðardóttir (n. 948), una hija de Þórðr Óleifsson, y de esa relación nacieron cuatro hijos: Ásmundur Þorgestsson (n. 968) que aparece como personaje de la saga Eyrbyggja, Hafliði (n. 972), Þórhaddur (n. 974) y Steinn Þorgestsson.